# Anania ochriscriptalis
Anania ochriscriptalis là một loài bướm đêm trong họ Crambidae.